# Siwucha
Siwucha – aromatyzowana polska wódka, palona, na bazie owoców krajowych, o jasnej, słomianej barwie i charakterystycznym, cierpkim smaku.
W niektórych regionach kraju słowo to oznacza samogon lub jakąkolwiek wódkę bardzo niskiej jakości, siwą w kolorze wskutek niedokładnej destylacji.
Słowo „siwucha” jako marka towarowa pojawiło się po raz pierwszy w Warszawie na krótko przed I wojną światową, a w okresie międzywojennym ten gatunek wódki był wytwarzany w wielu miejscach w Polsce. Po II wojnie światowej, gdy wszystkie gorzelnie i wytwórnie alkoholu zostały znacjonalizowane, zaprzestano jej produkcji. W 1995 roku Polmos Zielona Góra ponownie zaczął produkować wódkę o tej nazwie.
Obecnie Siwucha jest sprzedawana w półlitrowych butelkach, zamkniętych korkiem z drewna korkowego i zalanych lakiem.